# Teološka antropologija
Teološka antropologija je bogoslovska znanstvena disciplina koja poštuje doprinose drugih antropologija, kao što su: biološka, filozofska, kulturološka, religijska, sociološka i dr., ali ima svoje viđenje čovjeka, koje se ne mora uvijek podudarati s prethodno iznesenima.

## Opis
Cilj ove discipline je omogućiti da se preko ostalih bogoslovskih spoznaja dođe do bogoslovskog poimanja i vrednovanja čovjeka kao bogolike krune svega stvorenoga, čovjeka kao slike Božje, kao jedinog ovozemaljskog subesjednika "Onoga koji jest". Time se ističe da je čovjek biće koje traži komunikaciju, koji je upućen na druge ljude, sebi sličnima, ali i na to da je po tome čovjek usmjeren prema Transcendenciji, da treba i može komunicirati s njom. Osim toga, naglašava da je Bog mjera i jamstvo ljudskog dostojanstva, jer u Isusu Kristu čovjek susreće istinu o sebi, dokraja razrješava zagonetku čovjeka, a da pri tome ne uklanja dramu slobode svake pojedine osobe, jer je time zajamčena i čovjekova izvornost, neponovljivost i veličina, dok u suprotnom, ako čovjek smatrajući Boga takmacem postaje mjera svega, ljudski život postaje besmislenim, pretijesnim, neizdržljivim i čak često tragičnim i očajnim.

## Vanjske poveznice
Mrežna mjesta
- Marko Pranjić, Samonadilaženje - polazište teološke antropologije, Bogoslovska smotra 2/2005.
- Đuro Hranić Čovjek-slika Božja. Teološka antropologija Ivana Pavla II., Diacovensia 1/1993.